# 플로랑 말루다
플로랑 말루다(프랑스어: Florent Johan Malouda, 1980 6월 13일, 프랑스 프랑스령 기아나 카옌 ~ )는 프랑스의 전 축구 선수로, 프랑스령 기아나  출신의 윙어이다.

## 수상 경력

#### 올림피크 리옹
- 리그 1: 2003-04, 2004-05, 2005-06, 2006-07
- 트로페 데 샹피옹: 2003, 2004, 2005

#### 첼시
- 프리미어리그: 2009-10
- FA컵: 2008-09, 2009-10, 2011-12
- 커뮤니티 실드: 2009
- UEFA 챔피언스리그: 2011-12

#### 프랑스
- FIFA 월드컵 준우승 : 2006

### 개인
- 리그 1 올해의 선수 : 2006–07
- 리그 1 올해의 팀 : 2004–05, 2005–06, 2006–07
- 리그 1 이 달의 선수 1회
- 프리미어리그 이 달의 선수 1회
- 인도 슈퍼 리그 올해의 선수 : 2016
- 발롱도르 후보 : 2006, 2007